# ناو کلاس گرادنز
کروزر کلاس گرادنز (به انگلیسی: Graudenz-class cruiser) یک کلاس از کشتی است که طول آن ۱۴۲٫۷ متر (۴۶۸ فوت ۲ اینچ) می‌باشد.